# The Gerbils
The Gerbils là một ban nhạc thành lập tại Athens, Georgia năm 1995.

## Lịch sử
Ban nhạc gồm có Scott Spillane, John D'Azzo và Will Westbrook và nghệ sĩ cello Penny Burbank khi mới hình thành. Họ phát hành một số đĩa đơn qua những hãng đĩa độc lập khác nhau từ năm 1996 đến 1998 trước khi thu âm một album cho Hidden Agenda Records năm 1998.
Jeremy Barnes, người cùng với Spillane đều là thành viên của Neutral Milk Hotel, sau đó trở thành tay trống của nhóm. Ban nhạc giải tán không chính thức sau một buổi diễn tạm biệt tại Athens. D'Azzo đến California, Spillane và Westbrook (với sự giúp đỡ từ các thành viên của Of Montreal và Elf Power) hoàn thành việc phối khí cho album mà họ đã làm cùng Chris Bishop trước đó. Sau khi The Battle of Electricity được hoàn thành, the Gerbils thực hiện một tour diễn với Elf Power trước khi giải tán lần nữa. Nhóm tái hợp năm 2004.
The Gerbils tan rã khi tay guitar Will Westbrook mất năm 2006. 

## Đĩa nhạc

### Album
- Are You Sleepy? (CD/LP) - Hidden Agenda - 1998
- The Battle of Electricity (CD/LP) - Orange Twin - 2001

### Đĩa đơn
- "Grin"/"Crayon Box" (7") - Spare Me Records - 1996
- "Glue"/"Is She Fiona" (7") - Hidden Agenda - 1997
- "Lucky Girl"/"Big White Limo" - Earworm - 1997